# 哥兒們
《哥兒們》（英語：Bros）是一部於2022年上映的美國浪漫喜劇電影，由尼古拉斯·斯托勒導演，並由他和兼任演員與執行製作人的比利·艾希納共同完成劇本。本劇為首部由主流片商推出的男同性戀浪漫喜劇電影，且主要角色皆由公開出櫃的LGBTQ+的演員組成。

## 演員
- 比利·艾希納（英语：Billy Eichner） 飾演 巴比·林北（Bobby Lieber）
- 盧克·麥克法蘭 飾演 亞綸·薛普（Aaron Shepard）
- 茨·麦迪逊（英语：Ts Madison） 飾演 安潔拉（Angela）
- 莫妮卡·雷蒙德（英语：Monica Raymund） 飾演 蒂娜（Tina）
- 吉勒莫·迪亞茲 飾演 艾格（Edgar）
- 蓋·布蘭南（英语：Guy Branum） 飾演 亨利（Henry）
- 阿曼達·比爾斯 飾演 安妮·薛普（Anne Shepard）
- 吉姆·瑞許（英语：Jim Rash） 飾演 羅伯（Robert）
- 楊伯文 飾演 羅倫斯·葛（Lawrence Grape）
- 勞倫斯小姐（Miss Lawrence） 飾演 汪達（Wanda）
- 哈維·菲爾斯坦（英语：Harvey Fierstein） 飾演 路易斯（Lewis）
- 雷吉·蓋文（英语：Symone (drag queen)） 飾演 馬蒂（Marty）
- 伊芙·林德利（英语：Eve Lindley） 飾演 塔瑪拉（Tamara）
- 狄洛·斯里阿拉賈（D'Lo Srijaerajah） 飾演 湯姆（Tom）
- 傑·羅德里格茲（英语：Jai Rodriguez） 飾演 傑森·薛普（Jason Shepard）
- 彼得·金（Peter Kim） 飾演 彼得（Peter）
- 多特-瑪麗·瓊斯（英语：Dot-Marie Jones） 飾演 櫻桃（Cherry）
- 貝卡·布萊克威爾（英语：Becca Blackwell） 飾演 盧卡斯（Lucas）
- 萊恩·法瑟特（Ryan Faucett） 飾演 喬許·伊凡（Josh Evans）
- 布羅克·查勒利（Brock Ciarlelli） 飾演 史提夫（Steve）
- 克莉絲汀·錢諾維斯[6]飾演 她自己
- 黛博拉·梅辛[6]飾演 她自己
- 賈斯汀·科文頓（Justin Covington） 飾演 保羅（Paul）
- 班·史提勒 飾演 他自己
- 凱南·湯普森 飾演 自己／詹姆斯·鮑德溫
- 艾米·舒默 飾演 自己／愛蓮娜·羅斯福
- 賽斯·梅爾 飾演 自己／哈維·米爾克

## 外部連結
- 官方网站
- 互联网电影数据库（IMDb）上《哥兒們》的资料（英文）